# Yoru wa Mijikashi Aruke yo Otome
Yoru wa Mijikashi Aruke yo Otome (夜は短し歩けよ乙女) là phim hoạt hình anime hài lãng mạn Nhật Bản được đạo diễn bởi Yuasa Masaaki. Bộ phim dựa trên tiểu thuyết cùng tên do Morimi Tomihiko viết và Nakamura Yusuke minh họa, đồng thời anh cũng phụ trách thiết kế nhân vật gốc trong phim. Phim được phát hành ở Bắc Mỹ với cái tên The Night Is Short, Walk On Girl, với mạo từ ở đầu trong khi những vùng nói tiếng Anh khác thì không. Bộ phim nhận được giải thưởng Grand Prize cho phần hoạt họa đẹp nhất ở Ottawa International Animation Festival và Giải Viện Hàn lâm Nhật Bản cho Phim hoạt hình hay nhất của năm.
Bộ phim là tác phẩm tiếp nối tinh thần cho The Tatami Galaxy, cũng là tác phẩm tiểu thuyết của tác giả Morimi và đạo diễn bởi Yuasa. Mặc dù hai tác phẩm chia sẻ chung hậu cảnh là Đại học Kyoto và một vài nhân vật, nhưng cốt truyện hoàn toàn không liên quan.

## Nội dung
Duyên dáng nhưng cũng rất mãnh liệt, cô gái với mái tóc đen tựa như một cơn bão đầy niềm thích thú xoáy qua màn đêm Kyoto. Thổi tung những hang hóc của tiệc tùng, lễ hội và hội chợ sách, niềm hân hoan tuổi trẻ lan truyền đến tất cả các nhân vật lập dị. Nhưng trong số những con nợ, người theo chủ nghĩa hiện sinh và vị thần của phiên chợ cũ, liệu rằng cô gái sẽ nhận ra có một Senpai (tiền bối, đàn anh) đang theo đuổi mình. Dù những chiếc đồng hồ đeo tay có chạy nhanh hay chậm thì "đêm ngắn lắm, dạo phố ngay thôi".

## Diễn viên
| Nhân vật                                            | Diễn viên lồng tiếng   |
| --------------------------------------------------- | ---------------------- |
| Senpai (先輩 tiền bối, đàn anh)                     | Hoshino Gen            |
| Cô gái với mái tóc đen (黒髪の乙女)                 | Hanazawa Kana          |
| Đội trưởng điều hành lễ hội trường (学園祭事務局長) | Kamiya Hiroshi         |
| Đội trưởng quần lót (パンツ総番長)                  | Akiyama Ryuji (Robart) |
| Higuchi Seitarō (樋口 清太郎)                       | Nakai Kazuya           |
| Hanuki-san (羽貫さん)                               | Yuko Kaida             |
| Vị thần của phiên chợ cũ (古本市の神様)             | Hiroyuki Yoshino       |
| Kiko-san (紀子さん)                                 | Niizuma Seiko          |
| Nise-Jōgasaki (ニセ城ヶ崎)                          | Suwabe Junichi         |
| Công chúa Daruma (プリンセスダルマ)                 | Aoi Yuki               |
| Johnny (ジョニー)                                   | Hiyama Nobuyuki        |
| Tōdō-san (東堂さん)                                 | Yamaji Kazuhiro        |
| Rihaku (李白 (Lý Bạch))                             | Mugihito               |

## Sản xuất
Bộ phim giữ nguyên dàn nhân viên như The Tatami Galaxy, bao gồm tác giả Morimi, thiết kế nhân vật gốc Nakamura, đội trưởng thiết kế nhân vật và đồ họa Itō Nobutaki, biên kịch Ueda Makoto và đạo diễn Yuasa.
Ban nhạc Asian Kung-Fu Generation cũng trở lại và viết bài hát chủ đề cho bộ phim "Kōya o Aruke" (荒野を歩け n.đ. "Bước đi trên vùng đất hoang dại").
Để thúc đẩy sự phát hành của bộ phim ở Hàn Quốc, ban nhạc Hàn Quốc Romantic Punch viết một bài hát nhân vật có tên là "Moonwalk in Kyoto" (밤은 짧아 걸어 아가씨야) (tên bài này ở Hàn Quốc có nghĩa giống như tên của tiểu thuyết và bộ phim).

## Phát hành
Dạo bước Phố Đêm được phát hành tại Nhật Bản vào ngày 7 tháng 4 năm 2017.
Bộ phim được phát hành tại Vương Quốc Anh và Ireland do Anime Limited vào ngày 4 tháng 10 năm 2017, và GKIDS tại Mỹ vào ngày 21 tháng 8 năm 2018 (có tên là The Night Is Short, Walk On Girl). Tại Úc, Half Symbolic Films phát hành bộ phim tại rạp vào ngày 14 tháng 2 năm 2019.
Quyền phát hành tiểu thuyết gốc được cấp phép cho Yen Press, công ty đã xuất bản tiểu thuyết vào ngày 18 tháng 6 năm 2019 với cái tên The Night Is Short, Walk On Girl, ở dạng bìa cứng và e-book.

## Đón nhận

### Phê bình
Theo hệ thống tổng hợp kết quả đánh giá của trang Rotten Tomatoes, bộ phim được đánh giá khoảng 89% dựa tên 28 kết quả đánh giá với trung bình điểm là 7.38/10.

### Giải thưởng và bình chọn
| Giải thưởng                                        | Thể loại                        | Bình chọn        | Kết quả   |
| -------------------------------------------------- | ------------------------------- | ---------------- | --------- |
| Ottawa International Animation Festival lần thứ 41 | Thiết kế đồ họa đẹp nhất        | Dạo bước Phố Đêm | Đoạt giải |
| Sitges Film Festival lần thứ 50                    | Thiết kế đồ họa đẹp nhất        | Dạo bước Phố Đêm | Đề cử     |
| Giải Viện Hàn lâm Nhật Bản lần thứ 41              | Phim hoạt hình hay nhất của năm | Dạo bước Phố Đêm | Đoạt giải |
| Crunchyroll Anime Awards                           | Phim hay nhất                   | Dạo bước Phố Đêm | Đề cử     |